# Последняя перекладина
«Последняя перекладина» или «Последняя ступенька» (англ. The Last Rung on the Ladder) — нефантастический рассказ Стивена Кинга, впервые опубликованный в 1978-м году в сборнике его рассказов «Ночная смена».

## Сюжет
Главный герой Ларри получает письмо от свой сестры Катрин с большим опозданием — из-за его частых переездов письмо не могло вовремя дойти до адресата. 
Большую часть рассказа занимают воспоминания Ларри о своём детстве, в частности — о том, как он, будучи десятилетним ребёнком, и его восьмилетняя сестра Китти (так все называли Катрин) наперекор воле родителей, прыгали в стог сена с деревянного бруса, на который они забирались с помощью старой лестницы.
Название «Последняя перекладина» является очень символическим: оно одновременно обозначает и сломавшуюся ступеньку, когда маленькая Китти в очередной раз забиралась на деревянный брус, и «сломавшуюся, несложившуюся» жизнь уже взрослой Катрин.
Рассказ повествует об одиночестве, повседневной суете и занятости (ведь Катрин много раз в своих письмах просила Ларри приехать, однако тот был слишком занят), об отчаянии, о безграничном доверии. В частности, маленькая Китти однажды сказала Ларри:

— Я знала, что ты сделаешь что-нибудь, чтобы помочь мне. Ты же мой старший брат. Я знала, что ты меня спасешь.

Однако из-за задержки письма Ларри не успевает помочь сестре. Она прыгает  с  высокого  здания  и  погибает, но  до  конца верила что  брат  ей  поможет.